# Каблуково (Московская область)
Каблуко́во — деревня в Щёлковском районе Московской области России. Относится к сельскому поселению Огудневское.

## География
Расположена на правом берегу реки Вори (приток Клязьмы) к северо-востоку от Москвы на расстоянии 41 км от центра (35 км от МКАД), в 15 км на северо-восток от районного центра — Щёлково. Через деревню проходит Фряновское шоссе Р110. Непосредственно около границы Каблуково имеется автомобильный мост через реку Ворю. Ближайшие населённые пункты: деревня Сутоки, посёлки Литвиново и Клюквенный.
В деревне 9 улиц и 2 проезда, приписано дачное некоммерческое партнёрство (ДНП).

## Население
| 1646 | 1678 | 1852 | 1859 | 1869 | 1886 | 1899 |
| ---- | ---- | ---- | ---- | ---- | ---- | ---- |
| 3    | ↗9   | ↗186 | ↗221 | ↗251 | ↘178 | ↘76  |
| 1926 | 2002 | 2006 | 2010 |      |      |      |
| ↗292 | ↗713 | ↘82  | ↗135 |      |      |      |

## История
Впервые упоминается в 1586 г. как сельцо Клементьево, бывшее во владении Григория Ивановича Клобукова.
В 1623 году — вотчина Ивана Леонтьевича Льговского и Ивана Никифоровича Бестужева.
В 1646 году — 2 крестьянских двора (3 человека).
Около 1648 года получило придаточное имя Клобуково по фамилии прежнего владельца.
В 1678 — двор вотчинников (5 человек переведенных крестьян и 4 человека деловых людей).
В 1702 году при Алексее Ивановиче Дашкове построена деревянная Спасская церковь. В 1704 году она сгорела, и на её месте была построена новая.
В том же году — 15 крестьянских дворов.
В середине XIX века село Каблуково (Спасское) относилось ко 2-му стану Богородского уезда Московской губернии и принадлежала коллежскому секретарю Семену Ивановичу Дорошевичу. В селе была церковь, 18 дворов, крестьян 84 души мужского пола и 102 души женского.
В «Списке населённых мест» 1862 года — владельческое село 2-го стана Богородского уезда Московской губернии по левую сторону Стромынского тракта (из Москвы в Киржач), в 27 верстах от уездного города и 15 верстах от становой квартиры, при реке Воре, с 27 дворами и 221 жителем (110 мужчин, 111 женщин).
По данным на 1869 год — село Ивановской волости 3-го стана Богородского уезда с 42 дворами, 41 деревянным домом, церковью, лавкой, питейным домом и суконной фабрикой и 251 жителем (116 мужчин, 135 женщин), из них 20 грамотных мужчин и 8 женщин. Имелось 34 лошади, 35 единицы рогатого скота и 17 мелкого, земли было 145 десятин и 1200 саженей, в том числе 60 десятин пахотной.
Ярмарка проводилась 16 августа.
В 1886 году — 27 дворов, 178 жителей, 2 лавки, постоялый двор, кожевенный завод и суконная фабрика.
В 1913 году — сельцо Каблуково с имением Лешковых, при нём церковно-приходская школа, казенная винная лавка и трактир.
По материалам Всесоюзной переписи населения 1926 года — село Каблуково-Спасское, центр Каблуковского сельсовета Ивановской волости Богородского уезда на Фряновском шоссе и в 18 км от станции Щелково Северной железной дороги, проживало 292 жителя (140 мужчин, 152 женщины), насчитывалось 55 хозяйств (54 крестьянских), имелись школа 1-й ступени, почтовое агентство, машинное и мелиоративное товарищества.
В 1943 году в деревне Каблуково дислоцировались 4-й батальон и зенитно-пулемётный дивизион 3-й гвардейской воздушно-десантной бригады. Из Каблукова десантники были направлены непосредственно для участия в Днепровском десанте.  На поле за деревней десантники совершали учебные прыжки с аэростата. На кладбище при Храме Спаса Нерукотворного могила десантника, погибшего при совершении учебного прыжка.
В 1994—2006 годах деревня относилась к Огудневскому сельскому округу.

## Транспорт
В деревне останавливаются следующие маршруты автобусов:
- 29 (Фрязино — дом отдыха «Щёлково»)
- 335 (Москва (м. Щёлковская) — Фряново)
- 35 (станция Щёлково — Фряново)
- 37 (станция Щёлково — Петровское)
- 39 (Фрязино — Алексеевка)

## Русская православная церковь

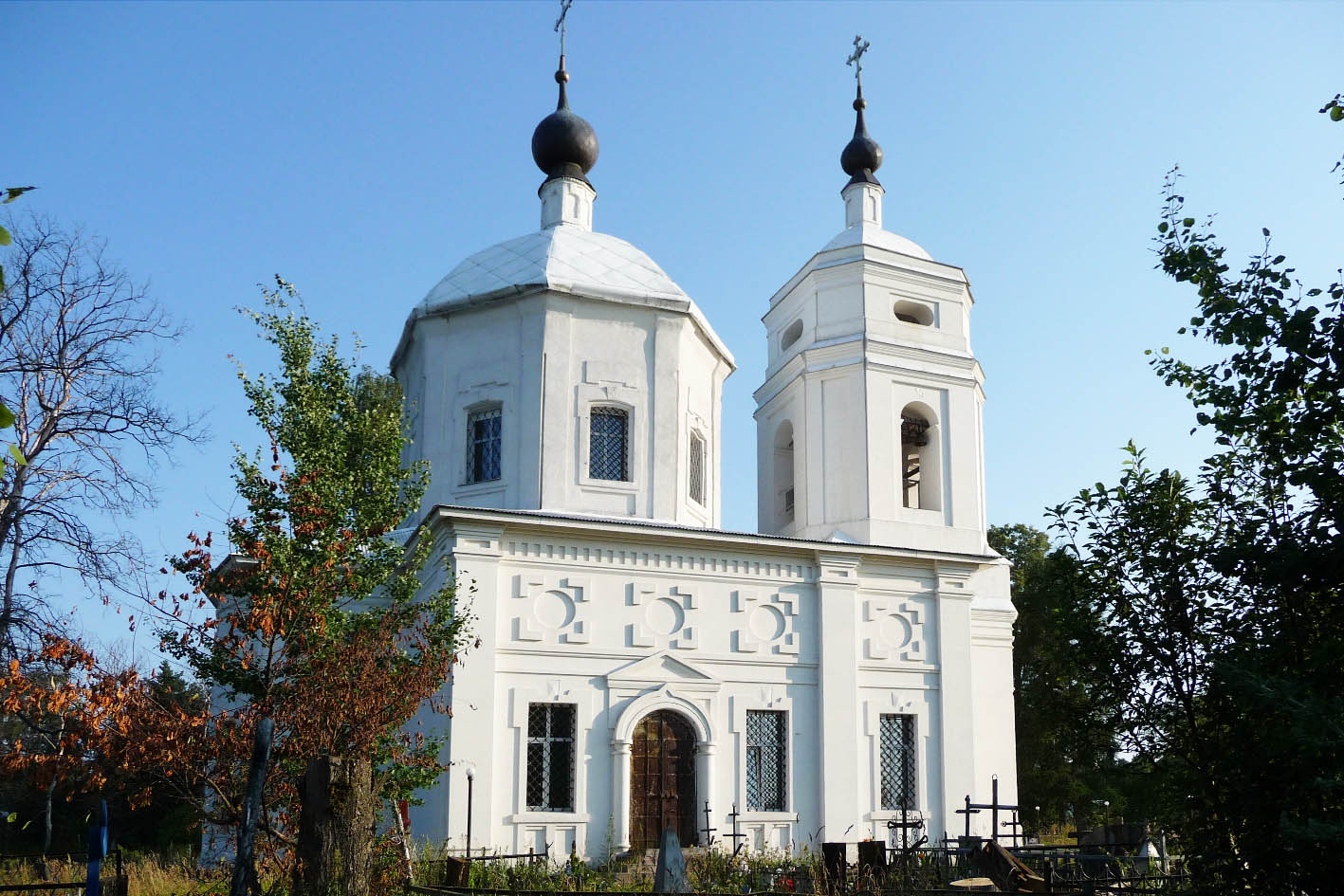
Церковь Спаса нерукотворного (1785).
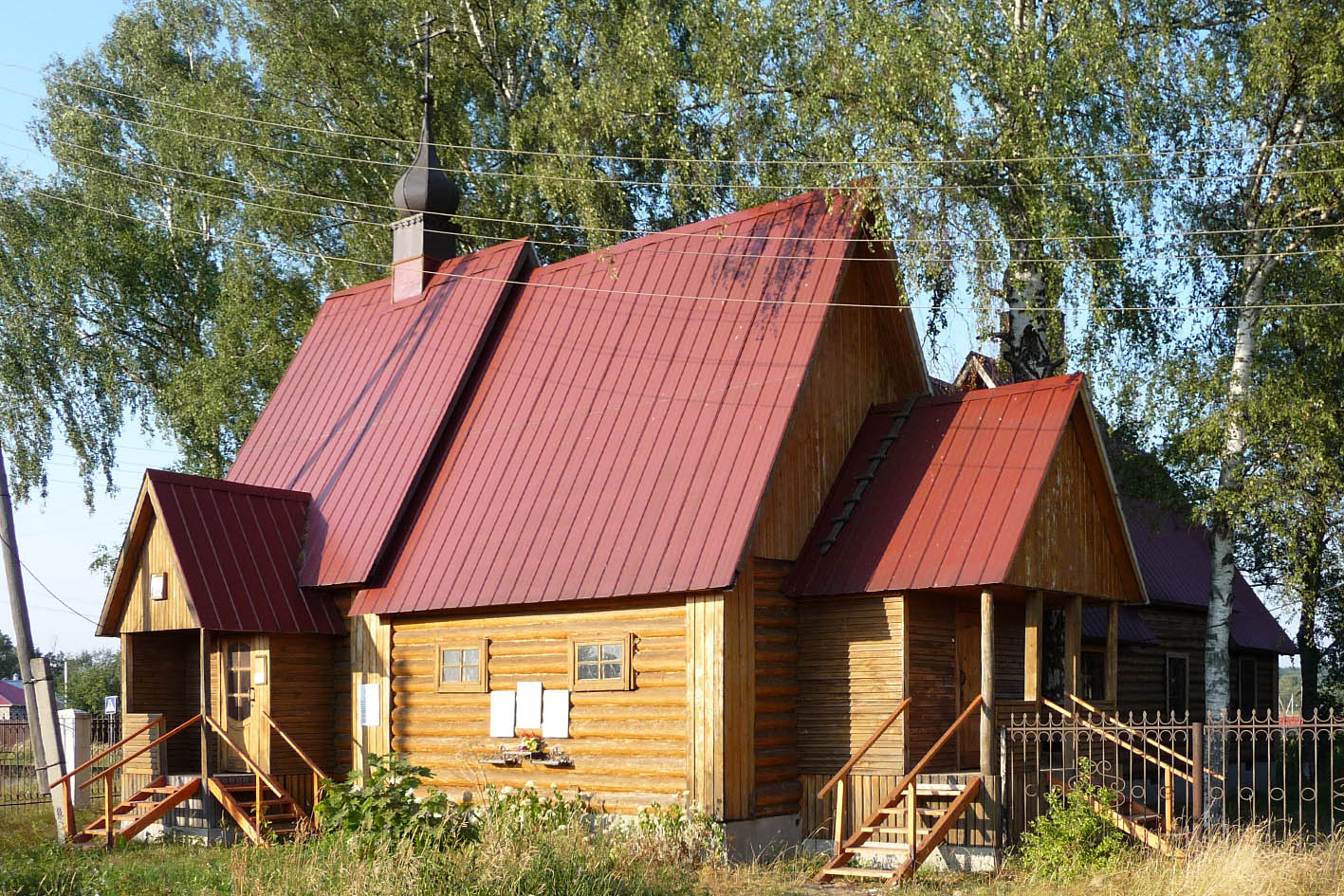
Часовня. На заднем плане церковь пророка Илии.

Приход села относится к Щёлковскому благочинническому округу Московской епархии:
- Церковь Спаса Нерукотворного (1785). Закрыта в 1941 году. Возвращена верующим в 1993 году.
- Церковь пророка Илии (2002), деревянная, приписанная к церкви Спаса Нерукотворного.
- Часовня блаженной Матроны Московской (1999), деревянная, приписанная к церкви Спаса Нерукотворного.

## Памятники археологии
Между д. Каблуково и д. Сутоки, к юго-западу от церкви, расположены курганные могильники с захоронениями кривичей XI—XII веков. В 1967 г. здесь были проведены раскопки ряда курганов Славянской архитектурной экспедицией МГУ под руководством Л. Р. Кызласова и А. А. Коновалова. По 7-ми захоронениям признано, что курганы оставлены относящимися к этносу смоленских и полоцких кривичей, их расселение характерно для всего левобережья р. Клязьмы.
В 100 м к югу от церкви, на правом берегу р. Вори расположено «Селище 1» XI—XIII, XIV—XVII веков.
В 0,9 км к ССЗ от сев. окраины деревни, к СВ от дороги в д. Воря-Богородское, правый берег Вори «Селище 2» XI—XIII, XIV—XVII вв. При раскопках была найдена керамика гончарная древнерусская, а также позднесредневековая, в том числе белоглиняная. Связывается с остатками средневековой «деревни Облава на Клабукове».

## Известные люди
В деревне находится дом-студия художника-модельера В. М. Зайцева. Здесь он проживал с 2000 года вплоть до самой смерти 30 апреля 2023 года; ему был вручён знак «Почетный гражданин сельского поселения Огудневское».

## Упоминание в играх
Деревня Каблуково упоминается в качестве "пасхалки" в компьютерной игре RALLY (GONKI) на персональном компьютере "Корвет". Возможно, программист, Виноградова Е.М. из НСМ-234, г. Москва, решила увековечить свою малую Родину. К сожалению, разыскать её и уточнить сведения на данный момент не удалось, как и разместить скриншот из игры.